# Flaga Nigru
Flaga Nigru przedstawia krąg słoneczny, oznaczający ludzi, ideały sprawiedliwości i obronę praw człowieka. Poszczególne barwy symbolizują:
- oranż – Saharę
- biel – czystość
- zieleń – nadzieję i żyzne pola na południu kraju

Została uchwalona 23 listopada 1959 roku.

## Proporcje
Chociaż niektóre źródła podają proporcje de facto flagi jako 6:7, proporcje de jure flagi są nieustalone.

Proporcje 2:3
Proporcje 3:5
Proporcje 1:2